# 2014 OS393
2014 OS393 est un objet de la ceinture de Kuiper, faisant partie des cubewanos.
Ce petit corps a été découvert le 30 juillet 2014 grâce au télescope spatial Hubble, il a été observé pendant une période de 121 jours; un objet d'une magnitude apparente de 26.3, nécessite l'emploi d'un télescope spatial et la NASA n'a pas jugé nécessaire d'en prolonger l'observation avec ce téléescope.

## Désignation
L'objet a été désigné e31007AI (en abrégé e3) par ses découvreurs et surnommé e3/PT2 ou simplement PT2, pour Potential Target 2 car il est la deuxième cible potentielle de la sonde spatiale New Horizons à avoir été identifiée.

## Exploration
2014 OS393 a été éliminé parmi les choix possibles pour New Horizons, au profit de 2014 MU69.
En janvier 2019 la sonde New Horizons est passée à une distance de moins de 0,1 UA (15 millions de km) de 2014 OS393, devenant ainsi le second petit corps de la ceinture de Kuiper à être survolé après 2014 MU69 aujourd'hui nommé (486958) Arrokoth.

## Objet binaire
Hal A. Weaver de la Johns Hopkins University a montré que cet objet est double, un satellite d'environ 30 km orbite à 150 km de distance,.